# Itzling Mitte
Itzling Mitte ist ein Siedlungsraum im Stadtteil Itzling der Statutarstadt Salzburg. Der Stadtteil ist hauptsächlich ein mäßig dichtes Wohngebiet mit einigen Wohnblockarealen.

## Geographie
Itzling Mitte liegt im Norden der Stadt, etwa 3 Kilometer vom Stadtzentrum entfernt, südlich des Plainbergs.
Das Stadtgebiet umgrenzt sich im Westen und Süden Salzburger Lokalbahn/Rosa-Kerschbaumerstraße – August-Gruber-Straße, im Südosten Bahnhofstraße und Westbahn, im Norden der Alterbach beziehungsweise – unter Einschluss des Landschaftsgebiets Plainbergfuß – die Stadtgrenze.
Das Stadtgebiet umfasst auch:
- Itzling Kirchenviertel als Kernzone
- Goethesiedlung im Nordosten

Im weiteren Sinne wird auch die Grabenbauernsiedlung und die Salzburger Teile von Gaglham und am Rauchenbichl, nördlich des Alterbachs, dazugerechnet.
Das Siedlungsgebiet umfasst über 500 Gebäude mit etwa 6500 Einwohnern, mit Plainbergfuß über 600 Gebäude mit etwa 7000 Einwohnern.
Nachbarortslagen
| Hagenau (Stt. Itzling Nord) Grabenbauernsiedlung | Plain (Ortsch., Gem. Bergheim) Kemating Gaglham Plainbergfuß | Kasern (Stt.) Radeck              |
| Wasserfeldsiedlung * Austraßensiedlung *         | Kompassrose, die auf Nachbargemeinden zeigt                  | Itzling Ost                       |
| **                                               | Elisabeth-Vorstadt ** (Stt.)                                 | Schallmoos West (Stt. Schallmoos) |

* Zählgebiet Itzling West
** das eigentliche Stadtgebiet Elisabeth-Vorstadt (Bahnhofsviertel), südwest in einem Punkt Froschheim

### Itzling Mitte mit dem Kirchenviertel

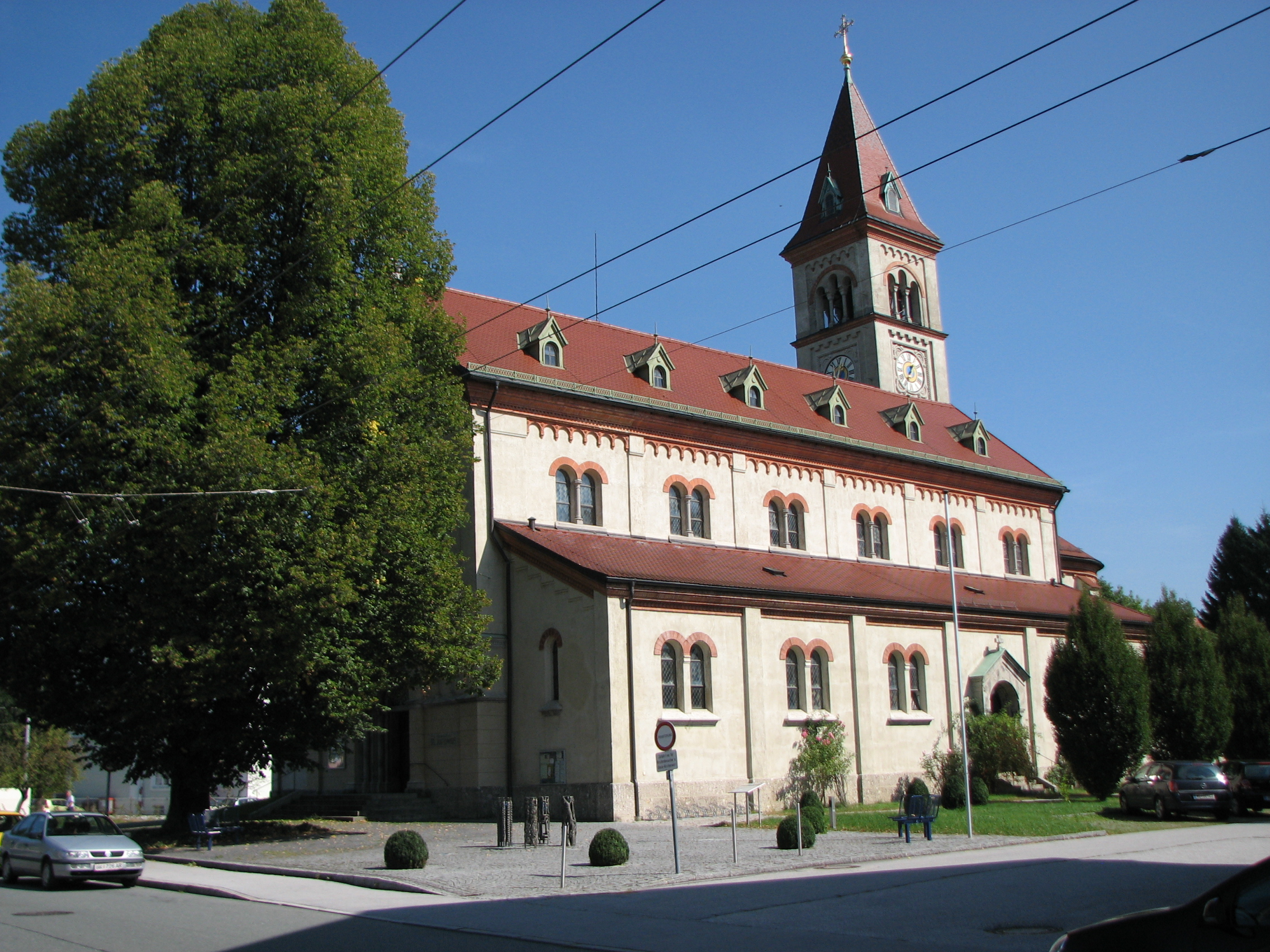
Pfarrkirche Itzling

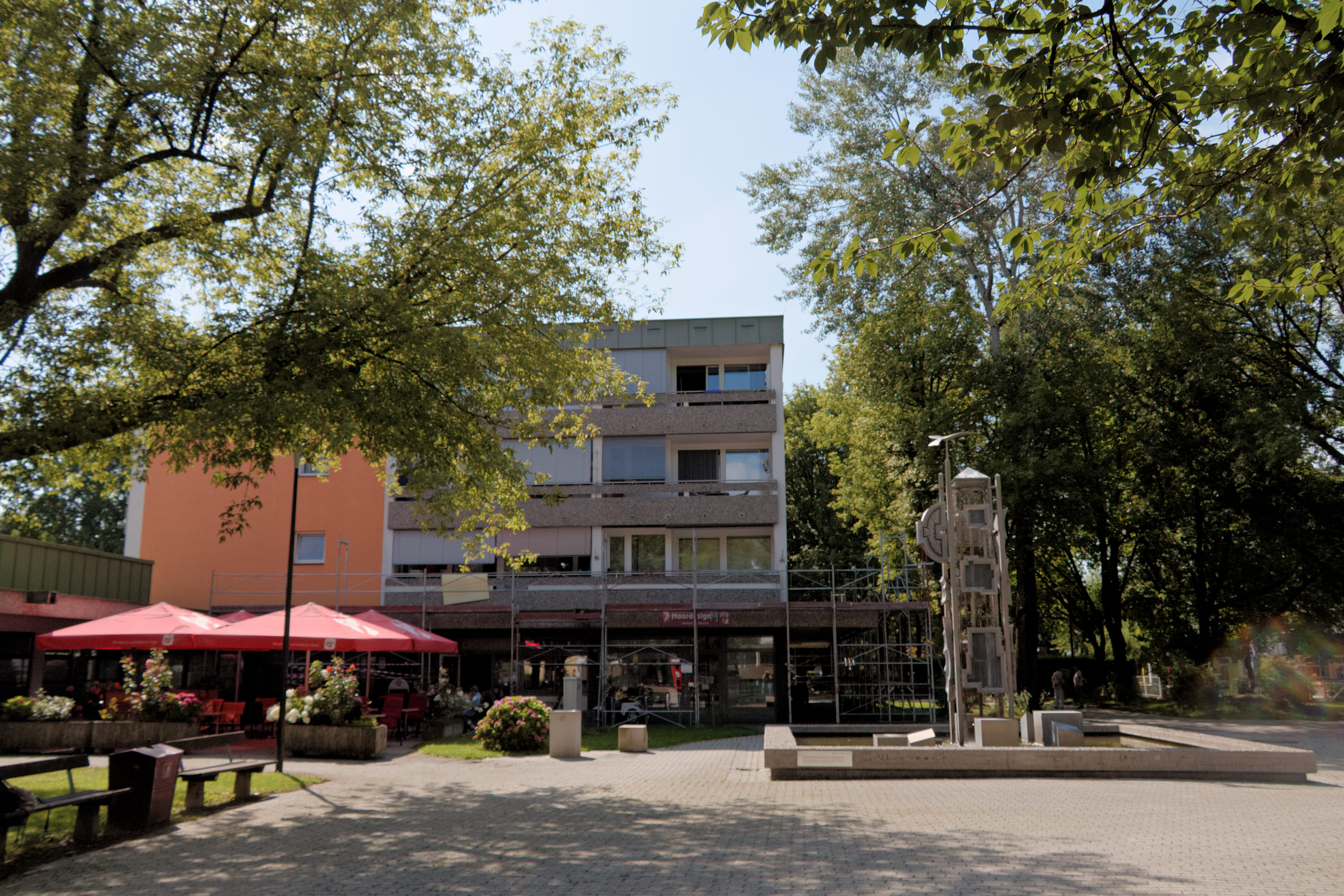
Am Veronaplatz in der Goethesiedlung

Die heutige städtisch geprägte Kirchsiedlung entstand aus einem alten kleinen Bauernweiler erst um 1900, besonders ab der Errichtung der Pfarrkirche St. Antonius, und entwickelte sich in der Zwischenkriegszeit noch in der alten selbstständigen Gemeinde Gnigl-Itzling zu einem geschlossenen Siedlungsraum beiderseits der Itzlinger Hauptstraße. 1935 wurde Itzling der Stadt eingemeindet. Unter Itzlinger Kirchenviertel versteht man heute das Dreieck Itzlinger Hauptstraße – Camillo-Sitte-Straße bis Pfarrkirche – Reimsstraße.
Es gab zudem größere Siedlungskerne südlich der heutigen Höheren Technischen Bundeslehranstalt und im Nordosten zwischen dem Alterbach im Norden und der Westbahn im Osten, die beide keine eigenständigen Ortsnamen entwickelt haben.
Im Zuge der weiteren Bebauung nach dem Zweiten Weltkrieg wurden schrittweise die Wiesen und Felder zwischen der Itzlinger Hauptstraße und der Lokalbahnlinie sowie die Freiflächen zwischen der Itzlinger Hauptstraße und der heutigen Ischlerbahnstraße verbaut.
Insgesamt stellt sich der Stadtteil heute heterogen dar, mit vornehmlich lockerer, wenig dichter Bebauung, etlichen Wohnblockarealen, südlich des Kirchenviertels und an den Rändern gewerblich.

### Die Goethesiedlung
Die Goethesiedlung, benannt nach der zuerst weitestgehend unbebauten Goethestraße, wurde in den Jahren nach 1970 als damals größtes Wohnbauvorhaben in der Stadt errichtet. Die Siedlung zählt zu den dichtest verbauten Wohnsiedlungen der Stadt Salzburg: Auf etwa 13 ha leben hier 2500 Bewohner. Es handelt sich um über ein Dutzend großer, 6–8-geschoßiger Wohnblocks, die selbst recht locker stehen, sodass sich die Siedlung trotzdem mit ausgiebigem Grünraum darstellt.
Als Zentrum und Treffpunkt der Siedlung gilt der Veronaplatz, benannt seit 1973 nach der italienischen Stadt. Als Motiv für die Benennung wird der Charakter von Salzburg und Verona als Festspielstädte angeführt und die Tatsache, dass seit diesem Jahr diese auch Partnerstädte sind.

## Unternehmen und Bildungseinrichtungen

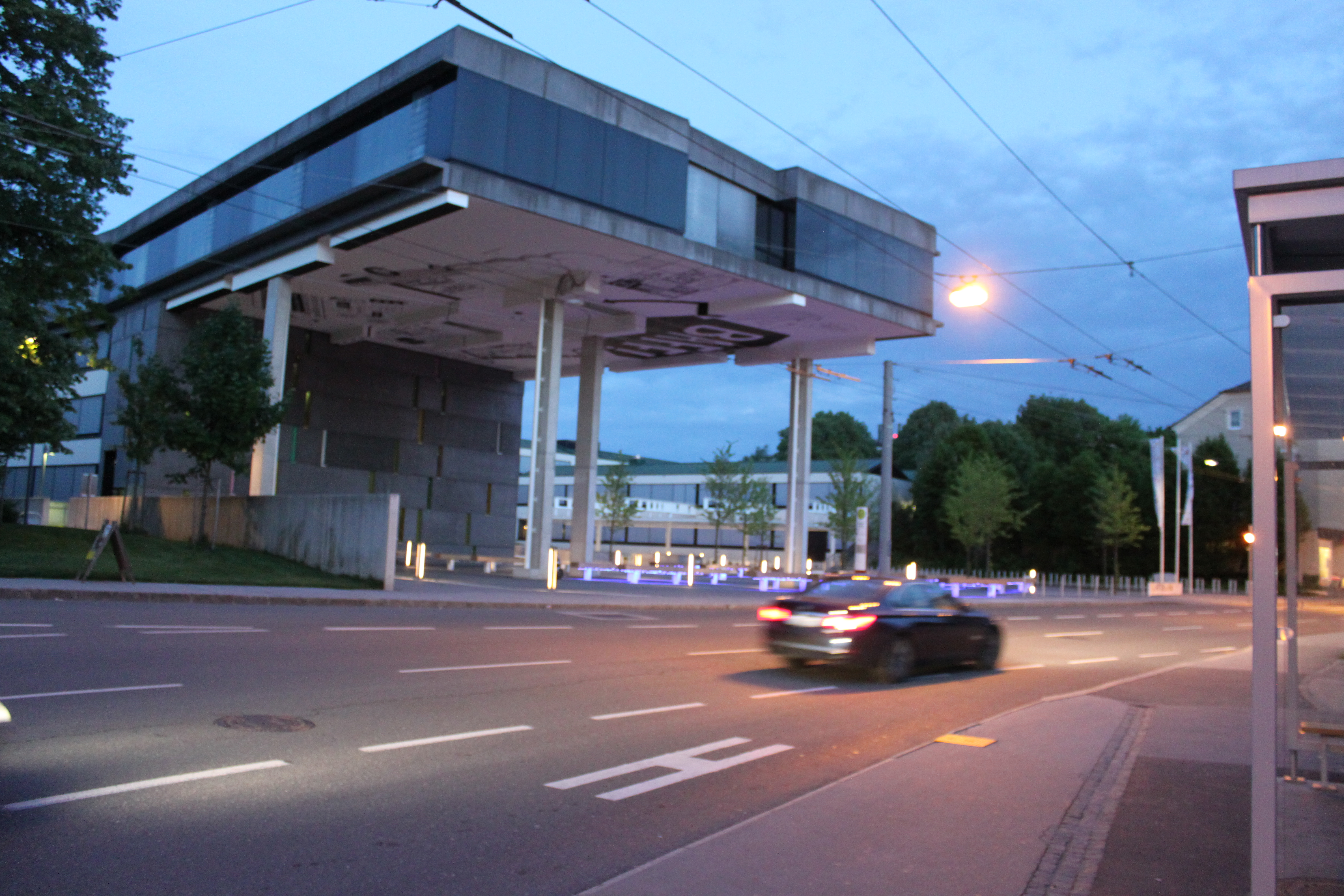
HTBLuVA Salzburg an der Itzlinger Hauptstraße

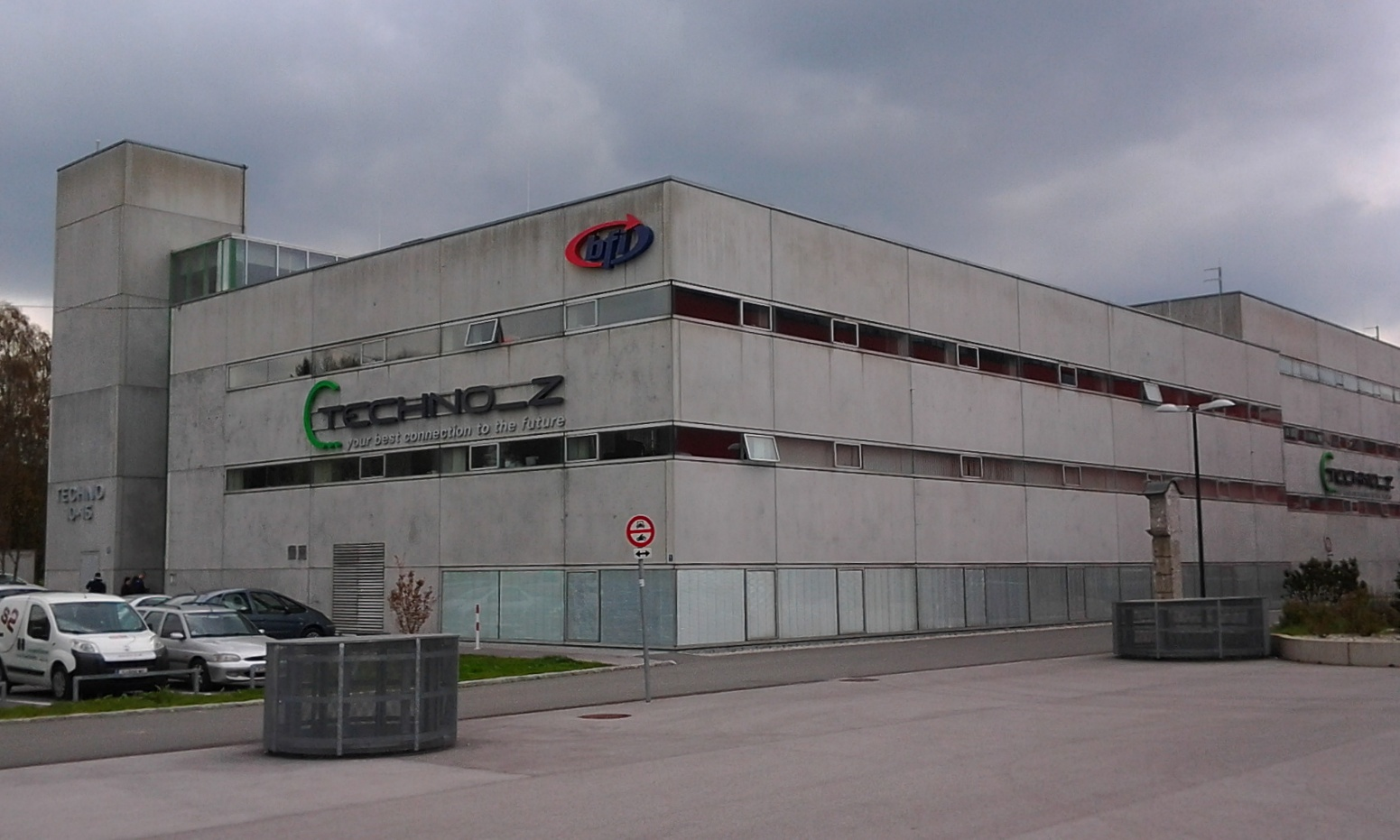
Eines der Techo-Z-Gebäude

Wichtige gewerbliche Niederlassungen sind der Salzburger Milchhof, die ÖBB Postbus-Zentrale, das Techno-Z Itzling mit Campus der Universität Salzburg und dem Berufsförderungsinstitut, und an den Rändern des Stadtteils die Frachtenbahnhöfe Salzburger Frachtenbahnhof der Westbahn und die Lokalbahn. Die HTBLuVA Salzburg (Bautechnik, Design, Elektrotechnik, Maschineningenieurwesen, Elektronik) gehört mit 2200 Schülern zu den größten Schulen Salzburgs.